# Pierre Aubertin
Pierre Gaston Aubertin (Vitry-le-François, 22 marzo 1915 – Lione, 7 marzo 1949) è stato un militare e aviatore francese, tra i primi ad aderire alle Forces aériennes françaises libres dopo la firma dell'armistizio del 22 giugno 1940. Insignito dell'Ordre de la Libération, della Croce di Ufficiale della legion d'onore, della Croix de guerre 1939-1945 con sei palme e della Médaille de la Résistance. Al termine delle ostilità aveva compiuto 179 missioni di guerra; nel corso di 110 attacchi in picchiata aveva distrutto numerosi obiettivi tra cui alcune batterie. Aveva abbattuto due aerei e danneggiato una nave.

## Biografia
Nacque a  Vitry-le-François il 22 marzo 1915. Dopo aver conseguito il baccalauréat, nel 1934 entrò nella École spéciale militaire de Saint-Cyr (promozione Re Alessandro I), e nel 1936 optò per l'Armée de l'air. Sottotenente nell'ottobre 1936, fu promosso tenente nell'ottobre 1938. Dopo un corso preso il Groupe aérien d'observation 520 di Nancy, conseguì il brevetto di pilota militare presso la Scuola di pilotaggio di Melun nel novembre 1939, a seconda guerra mondiale già iniziata. Nel gennaio 1940 fu inviato in Marocco, assegnato in forza alla Scuola di perfezionamento al pilotaggio di Meknès.
I membri della scuola di addestramento dei piloti di Meknes, lui, il capitano Jacques de Vendeuvre e i suoi compagni, i capitani Gustave Lager e Michel Meyrand, il tenente Pierre Tassin de Saint-Péreuse e il sottotenente Robert Weill si trovavano a Casablanca, in partenza per la Francia quando vennero a conoscenza della richiesta di armistizio con la Germania del Maresciallo di Francia Philippe Pétain. Gli aviatori decisero di continuare a combattere in Nord Africa se il generale Charles Noguès, comandante in capo del teatro delle operazioni in Africa del nord confermava la sua volontà di non accettare l'armistizio e, in caso contrario, di unirsi alla Gran Bretagna.
Quando il 29 giugno 1940 giunse loro la notizia della liberazione di tutti i prigionieri di guerra italiani detenuti in Marocco e della decisione che, a partire dal 1º luglio, tutti gli aerei dovevano essere resi inutilizzabili, decisero di partire per raggiungere il Regno Unito.
Il 30 giugno 1940 i sei aviatori, cui si aggiunsero il tenente Jean Pierre Berger e il sottotenente Bertrand Jochaud du Plessix, presero la navetta che li portò, come di consueto, all'aeroporto di Berrechid situato a una cinquantina di chilometri a sud di Casablanca.
Armati di falsi ordini di missione, presero in consegna tre bombardieri Martin 167A-3. Nel primo aereo pilotato dal capitano de Vendeuvre, presero posto il tenente Berger e il sottotenente Jochaud du Plessis. Nel secondo aereo pilotato dal capitano Lager, salirono i tenenti Aubertin e Tassin de Saint-Péreuse. Nel terzo velivolo, pilotato dal capitano Michel Meyrand, cercò di prendere posto il sottotenente Weill. Quest'ultimo, non potendo aprire il portellone posteriore dell'aereo, salì finalmente sul primo aereo pilotato da de Vendeuvre. Alle 16:00 gli aerei decollarono e  percorsero la distanza per Gibilterra senza incidenti. L'aereo pilotato da Lager e Meyrand atterrò sano e salvo sul locale aeroporto, sorprendendo la vigilanza della contraerea spagnola. L'aereo di Vendeuvre, più lento perché sovraccarico, fu attaccato da tutte le postazioni contraeree spagnole dell'area e si schiantò nelle acque del porto. Le unità britanniche accorse in loro aiuto raccolsero le salme dei primi 4 caduti della Francia libera.
Aubertin arrivò nel Regno Unito il 15 luglio 1940, arruolandosi subito nelle Forces aériennes françaises libres, e fu inviato al campo d'aviazione di Saint Athan prima di essere assegnato, all'inizio del novembre 1940, presso la scuola di volo di Odiham.
Nel dicembre successivo fu trasferito sulla nave da battaglia Courbet, e poi nel gennaio 1941 presso il Deposito Centrale di Camberley e nel mese di marzo presso la sede della FAFL a Londra come assistente ufficiale.
Nel gennaio 1942 fu trasferito in servizio come pilota presso la Royal Air Force venendo addestrato sui velivoli prima a Sywell e poi a Cranwell. Il 27 ottobre 1942 ottenne il brevetto di pilota militare, e nel gennaio 1943 fu assegnato al No.602 RAF Squadron dove fu promosso capitano nel mese di marzo, e comandante di una delle due squadriglie alla fine dell'anno. Compì missioni di guerra sopra i cieli del Regno Unito, del Belgio, dei Paesi Bassi, della Francia, e della Germania, partecipando allo sbarco in Normandia. Nel luglio 1944 raggiunse lo stato maggiore delle forze aeree in Gran Bretagna.
Nel marzo 1945 fu promosso comandante e il 15 aprile assunse il comando del No.340 RAF Squadron (Groupe de Chasse "Ile de France") in sostituzione del comandante Olivier Massart il cui aereo era stato abbattuto sopra la Germania.
Dopo la fine della guerra, nel novembre 1945, fu assegnato al GRAP 204 a Versailles.
Menomato fisicamente da cinque anni di guerra, fu ricoverato presso l'ospedale militare "Desgenettes" di Lione dove morì il 7 marzo 1949. La salma fu tumulata l'11 marzo successivo, nel nuovo cimitero di Guillotière, ma la tomba è andata dispersa.

### Annotazioni
1. ↑  Il comandante Massart fu fatto prigioniero di guerra e liberato il 13 maggio a Barth, in Pomerania.

### Fonti
1. 1 2 3 4 5 6 7 8 9 10 11 12 13 14 15 16  Ordre de la Liberation.
2. 1 2  Mémoires des Hommes.
3. ↑  Le Progres.